# 延享
延享（えんきょう、旧字体：延󠄂享）は、日本の元号の一つ。寛保の後、寛延の前。1744年から1748年までの期間を指す。この時代の天皇は桜町天皇、桃園天皇。江戸幕府将軍は徳川吉宗、徳川家重。

## 改元
- 寛保4年2月21日（グレゴリオ暦1744年4月3日） 讖緯説に基づく甲子革令に当たるため改元
- 延享5年7月12日（グレゴリオ暦1748年8月5日） 寛延に改元

今回は改元の予定は決まっていたものの、候補が絞り切れず、幕府には7つの案を出してそのうち「天明」「延享」「宝暦」を推挙する形を取った。これに対して幕府は「延享」を推して「宝暦」を次点としたため、その意向に従って改元を行った。

## 延享年間の出来事
人形浄瑠璃が最盛期を迎え、いわゆる三大名作のうち『菅原伝授手習鑑』と『義経千本桜』の2作が延享年間に、『仮名手本忠臣蔵』も改元直後の寛延元年8月に初めて上演された。一方、延享4年頃から寛延年間にかけて、全国的に百姓一揆や打ちこわしが頻発するようになった。
- 寛保4年/延享元年
  - 3月4日：江戸市中で沽券調べ実施[3]。
  - 8月：長州藩、春からの大風・嵐・洪水で、田畑の損耗高12万石余、倒壊家屋5080棟の被害。
  - 9月：
    - 出雲大社本殿完成[3]。
    - 神田佐久間町に天文台建設[4]。

  - 10月12日：江戸、衣服改の偽役人についてのお触れ書き[3]。
  - 10月：町人の衣服・調度の華美禁制[4]。
  - 11月：『御触書寛保集成』完成[3]。
  - 幕府寺社奉行が熊野三山のうちの二社、那智と新宮に宛て、「延享の裁許」を下す。
  - 杭州の人、李仁山が長崎に渡来し、人痘法を実践。また、奉行の依頼によって、種痘法を実施[5]。
- 延享2年
  - 2月12日：六道火事。死者1323人。焼失家屋2万8000棟[6]。
  - 2月：福島藩29ヶ村の百姓が減免と、豪農・豪商の非道を訴え強訴[6]。
  - 5月：竹内徳兵衛ら多賀丸の漂流民11名が占守郡の温禰古丹島に漂着。
  - 8月21日：『夏祭浪花鑑』（人形浄瑠璃）大阪・竹本座で初演。
  - 9月25日：徳川吉宗、将軍職を辞し、西の丸に移る（大御所）。
  - 11月18日：刈谷藩の百姓、前藩主三浦義理の移封先、三河国西尾城に押し寄せる。先納金の返還を求めてのことだった[7]。
  - 11月：徳川家重、第9代将軍宣下。
  - 二本松藩、人口増加をねらいとした赤子養育制度「出生撫育法」を布達[6][8]。
  - 大坂堂島で、手旗信号が試みられる[9]。
  - 元文4年（1739年）に禁止された豊後節が再び流行[9]。
- 延享3年
  - 2月2日：日田郡天領の百姓700人あまりが逃散[6]。
  - 2月30日：坪内火事[10]。築地で出火し中村座・市村座を焼く。翌日浅草へ飛び火、小塚原で鎮火[6]。
  - 3月：幕府、長崎貿易をオランダ船2隻、清国船10隻に限定[6]。
  - 7月2日：加賀藩で加賀騒動[6]。大槻伝蔵が蟄居。
  - 8月：『菅原伝授手習鑑』（人形浄瑠璃）同上。
  - 9月15日：幕府、田安宗武と一橋宗尹に各10万石を与える。
  - 10月25日：大岡忠光、徳川家重の御側御用取次に就任。
  - 12月：三春藩、幼児養育手当制度を創設[6]。
- 延享4年
  - 3月21日：日本左衛門処刑。
  - 3月：桑折藩が廃藩。代官所が置かれ、半田銀山が幕府の直轄となる[11]。
  - 5月2日：桜町天皇が譲位。桃園天皇践祚。
  - 5月13日：上山騒動、五巴徒党一揆。上山藩で、町人による打ちこわしや百姓による強訴が発生[7]。
  - 7月15日：青木昆陽、評定所儒者に就任[7]。
  - 7月：大垣藩「延享の永御暇」。財政の悪化により11月までに家中177名をリストラ[7]。
  - 8月15日：細川宗孝殺害事件。江戸城殿中で旗本板倉勝該が熊本藩主細川宗孝を刺殺。
  - 9月6日：大洲藩、藩校「止善書院明倫堂」を創設[7]。
  - 9月15日：田沼意次、小姓組番頭格に就任[7]。
  - 11月：『義経千本桜』（人形浄瑠璃） 同上。
  - 『庶物類纂増補』完成。全54巻。
- 延享5年/寛延元年

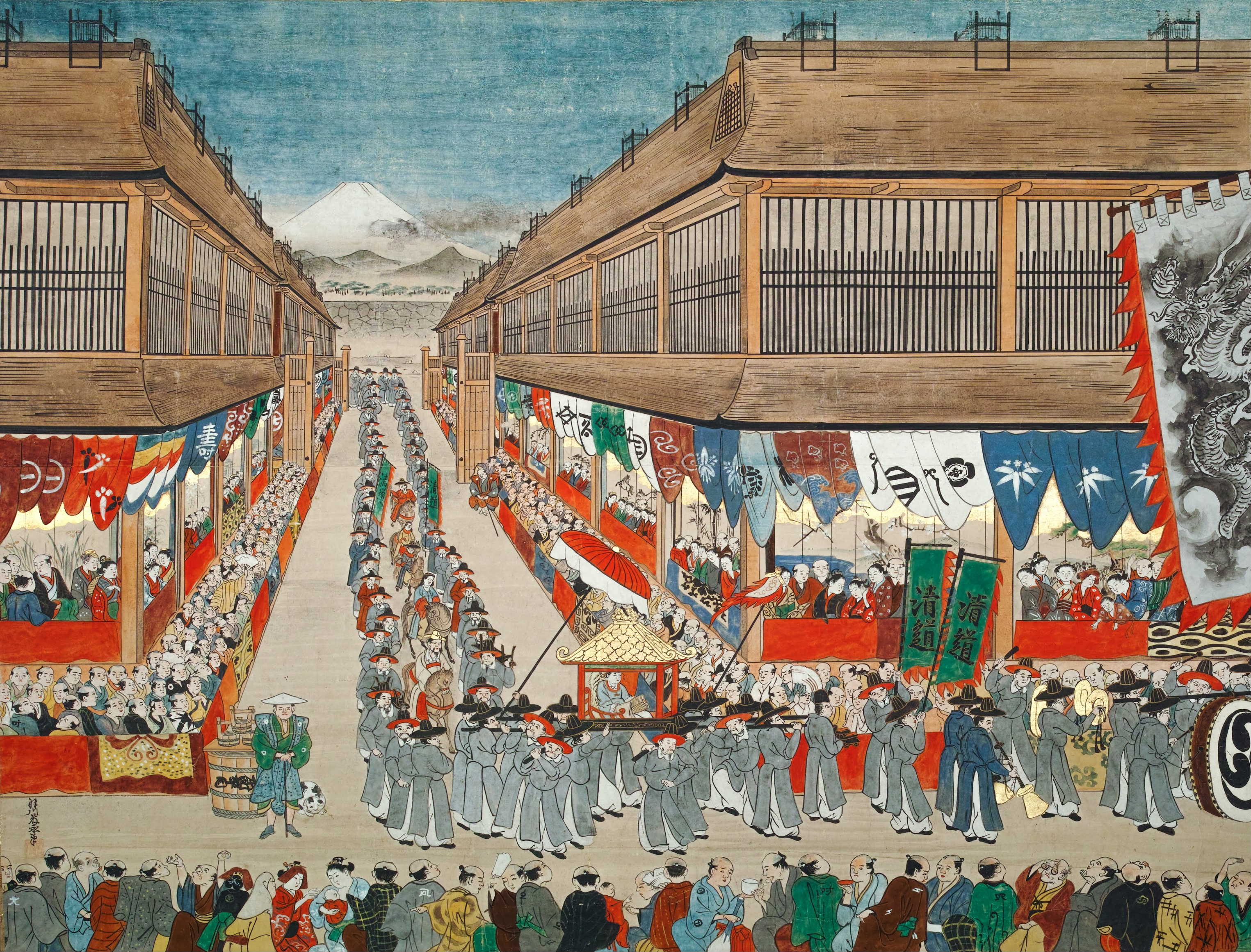
羽川藤永筆『朝鮮通信使來朝圖』　神戸市立博物館蔵

  - 羽川藤永筆『朝鮮通信使來朝圖』　神戸市立博物館蔵2月12日：蓑虫騒動。福井藩の百姓、日光東照宮の修理費負担に反対し打ちこわし[7]。
  - 2月20日：本所・深川が江戸払いの対象に編入[7]。
  - 3月20日：女性の羽織着用が禁止される[7][12]。
  - 6月1日：朝鮮通信使、家重に拝謁。朝鮮正使は洪啓禧（英語版）。
  - 7月1日：朝鮮風の衣装での辻踊り禁止[7]。
  - 7月12日：桃園天皇即位。寛延に改元。

### 誕生
- 元年 林織江（歌人）
- 2年 伊能忠敬（測量家）、長谷川宣以（火付盗賊改）
- 5年 山片蟠桃（商人・学者）

### 死去
- 元年 石田梅岩（享年60）
- 2年 初代八文字屋自笑（作家 享年不明）
- 3年 松平乗邑（江戸幕府老中 享年60）、富永仲基（学者 享年31）、松岡恕庵（儒者、本草学者 享年78）
- 4年 太宰春台（儒者 享年68）、寺坂吉右衛門（享年83）、初代竹田出雲（劇作家 享年不明）
- 5年 下村彦右衛門（商人 享年60）

## 西暦との対照表
※は小の月を示す。
| 延享元年（甲子） | 一月※     | 二月 | 三月※ | 四月  | 五月※ | 六月※ | 七月  | 八月※ | 九月※ | 十月  | 十一月  | 十二月※   |           |
| ---------------- | --------- | ---- | ----- | ----- | ----- | ----- | ----- | ----- | ----- | ----- | ------- | --------- | --------- |
| グレゴリオ暦     | 1744/2/14 | 3/14 | 4/13  | 5/12  | 6/11  | 7/10  | 8/8   | 9/7   | 10/6  | 11/4  | 12/4    | 1745/1/3  |           |
| ユリウス暦       | 1744/2/3  | 3/3  | 4/2   | 5/1   | 5/31  | 6/29  | 7/28  | 8/27  | 9/25  | 10/24 | 11/23   | 12/23     |           |
| 延享二年（乙丑） | 一月      | 二月 | 三月  | 四月※ | 五月  | 六月※ | 七月※ | 八月  | 九月※ | 十月※ | 十一月  | 十二月    | 閏十二月※ |
| グレゴリオ暦     | 1745/2/1  | 3/3  | 4/2   | 5/2   | 5/31  | 6/30  | 7/29  | 8/27  | 9/26  | 10/25 | 11/23   | 12/23     | 1746/1/22 |
| ユリウス暦       | 1745/1/21 | 2/20 | 3/22  | 4/21  | 5/20  | 6/19  | 7/18  | 8/16  | 9/15  | 10/14 | 11/12   | 12/12     | 1746/1/11 |
| 延享三年（丙寅） | 一月      | 二月 | 三月※ | 四月  | 五月※ | 六月  | 七月※ | 八月  | 九月※ | 十月※ | 十一月  | 十二月    |           |
| グレゴリオ暦     | 1746/2/20 | 3/22 | 4/21  | 5/20  | 6/19  | 7/18  | 8/17  | 9/15  | 10/15 | 11/13 | 12/12   | 1747/1/11 |           |
| ユリウス暦       | 1746/2/9  | 3/11 | 4/10  | 5/9   | 6/8   | 7/7   | 8/6   | 9/4   | 10/4  | 11/2  | 12/1    | 12/31     |           |
| 延享四年（丁卯） | 一月※     | 二月 | 三月※ | 四月  | 五月  | 六月※ | 七月  | 八月※ | 九月  | 十月※ | 十一月  | 十二月※   |           |
| グレゴリオ暦     | 1747/2/10 | 3/11 | 4/10  | 5/9   | 6/8   | 7/8   | 8/6   | 9/5   | 10/4  | 11/3  | 12/2    | 1748/1/1  |           |
| ユリウス暦       | 1747/1/30 | 2/28 | 3/30  | 4/28  | 5/28  | 6/27  | 7/26  | 8/25  | 9/23  | 10/23 | 11/21   | 12/21     |           |
| 延享五年（戊辰） | 一月※     | 二月 | 三月  | 四月※ | 五月  | 六月※ | 七月  | 八月  | 九月※ | 十月  | 閏十月※ | 十一月    | 十二月※   |
| グレゴリオ暦     | 1748/1/30 | 2/28 | 3/29  | 4/28  | 5/27  | 6/26  | 7/25  | 8/24  | 9/23  | 10/22 | 11/21   | 12/20     | 1749/1/19 |
| ユリウス暦       | 1748/1/19 | 2/17 | 3/18  | 4/17  | 5/16  | 6/15  | 7/14  | 8/13  | 9/12  | 10/11 | 11/10   | 12/9      | 1749/1/8  |